# Jang Šen
Jang Šen (čínsky pchin-jinem Yáng Shèn, znaky zjednodušené 杨慎, tradiční 楊慎, 1488–1559) byl čínský básník působící v říši Ming.

## Jména
Jang Šen používal zdvořilostní jméno Jung-siou (čínsky pchin-jinem Yòngxiū, znaky 用修) a pseudonymy Šeng-an (čínsky pchin-jinem Shēngān, znaky 升庵), Po-nan šan-žen (čínsky pchin-jinem Bónán shānrén, znaky 博南山人) a Dian-nan šu-š’ (čínsky pchin-jinem diānnán shùshǐ, znaky 滇南戍史). Obdržel posmrtné jméno Wen-sien (čínsky pchin-jinem Wénxiàn, znaky zjednodušené 文宪, tradiční 文憲).

## Život

### Mládí, úřední kariéra
Jang Šen se narodil roku 1488 v Pekingu, kde jeho otec v počátcích úřední kariéry působil v akademii Chan-lin. Rodina pocházela ze Sin-tu (v 21. století městský obvod v Čcheng-tu) v S’-čchuanu, jedné z provincií čínské říše Ming. Jeho otec, Jang Tching-che zaujímal ve vládě mingského státu vysoké místo velkého sekretáře, později prvního velkého sekretáře. Jang Šen studoval konfucianismus, sloužil úřednické zkoušky nižších stupňů a roku 1511 absolvoval jejich nejvyšší stupeň – palácové zkoušky – jako první v pořadí, což mu otevřelo cestu k odpovědným funkcím ve státní správě. Stal se členem akademie Chan-lin, kde se podílel na sestavení historie vlády tehdejšího císaře Čeng-te.
První manželství Jang Šena trvalo jen krátce. Roku 1519 se oženil podruhé s jednadvacetiletou Chuang O, dcerou učence Chuang Kchea (1449–1522). Dívce se dostalo kvalitní vzdělání, a byla nadanou básnířkou, zvláště v žánru san-čchü. Většina jejích básní š’ byla ztracena, ale její písně čchü jsou vysoce ceněné.

### Velký spor o obřady, vyhnání do exilu
Tou dobou v Pekingu vznikl politický konflikt. Když císař Čeng-te roku 1521 zemřel bez potomků, úředníci vedení velkým sekretářem Jang Tching-cheem povolali na císařský trůn Čeng-teho bratrance a nejbližšího mužského příbuzného Ťia-ťinga. Nový císař se ale dostal s většinou úředníků v čele s Jang Tching-cheem do sporu o obřady, když úředníci žádali adopci Ťia-ťinga císařem Chung-č’ (otcem Čeng-tea a strýcem Ťia-ťinga), aby se tak stal mladším bratrem svého předchůdce Čeng-tea. Ťia-ťing adopci odmítal a požadoval posmrtné udělení císařské hodnosti svým rodičům.
Kvůli dlouhodobým sporům s panovníkem Jang Tching-che nakonec roku 1524 rezignoval. Jang Šen společně s mnohými dalšími úředníky v Zakázaném městě odmítal císařovy požadavky, opoziční úředníci dospěli až k masovým veřejným protestům. Ťia-ťing neposlušné úředníky potrestal, Jang Šen jako organizátor protestů byl mezi zatčenými, zbit, přísně vyloučen z úřednického stavu a zařazen mezi dědičné vojáky a vypovězen do Jün-nanu.

### Život a tvorba v Jün-nanu
Od roku 1524 tak Jang Šen žil na západě provincie Jün-nan. Prožil tam více než tři desetiletí, respektovaný místními vzdělanci a věnující se psaní. Finančně ho podporovala manželka Chuang O spravující rodinné statky v S’-čchuanu. Manželé se setkávali jen zřídka, kontakty mezi sebou udržovali vesměs pouze písemně. Jejich dopisy se nezachovaly, ale básně, které si vyměňovali, získaly širokou známost.
V exilu zprvu psal smutné básně o osudu vyhnance (po vzoru Čchu Jüana). Vzhledem k vážnosti, které se těšil u místních úřadů, nemusel plnit své vojenské povinnosti a mohl se volně věnovat svým literárním zájmům. Kombinace sociální volnosti a divoké jünnanské přírody mu vdechla nový duch. Bez oficiálních povinností, s prostředky na vybudování rozsáhlé knihovny, se mohl věnovat studiu a psaní na jakékoli téma. Věnoval se literatuře, umění, etymologii a historické fonologii, dějinám a kultuře Jün-nanu (pro jeho čínské čtenáře dosti exotické) Pozdější kritici odhalili jeho občasné chyby, nicméně pro historii Jün-nanu zůstává Jang Šenovo dílo cenným pramenem. Vynikl téměř ve všech literárních žánrech, byl citován „v každém koutě říše“. K jeho popularitě přispěly i sympatie literátů k muži žijícímu ve vzdáleném koutě říše ve vyhnanství za neochvějné trvání na svých názorech. Ve studiu konfucianismu zdůrazňoval důležitost rozšíření poznání proti intuitivnímu prozření hájenému částí Wang Jang-mingovy školy. V této souvislosti ho popuzovali literáti, kteří nečetli knihy a nebezpečně se tak blížili čchanovým mnichům.
Byl jedním z nejplodnějších spisovatelů mingské doby. Publikoval velké množství prací, celkem přes stovku, včetně jím sestavených a editovaných antologií. Popisoval v nich jünnanskou krajinu a její obyvatele, sestavoval cestovní zápisky (z putování do vyhnanství i cest po Jün-nanu),, popisné básně, projevil se jako mistr lyrických písní (cch’, žánrů který kvetl za Sungů ale ve 14. století upadl), Vedle tří stovek písní cch’ napsal i Cch’ pchin, knihu mapující původ a historii žánru a vztah k hudbě. Současníkům byl znám především jako autor milostných básní které si na dálku vyměňoval s manželkou Chuang O, nadanou básnířkou.
Jako pekingský student následoval básnické cíle Li Tung-janga a Che Ťing-minga, vůdců sedmi dřívějších mingských mistrů. V exilu časem dospěl k přesvědčení, že jejich zásady jsou příliš svazující a vedou k pouhému kopírování vzorů minulosti, a odvrhl jejich přesvědčení, že vrcholná tchangská poezie je nejlepší vůbec. Vzor si poté bral spíše z poezie období Šesti dynastií a pozdně tchangské. K sungským neokonfuciánským autorům a kritikům v čele s Ču Sim měl kritický postoj.